# 少年时代
是一部2014年理查德·林克莱特编剧并执导的美国电影，埃拉·科尔特兰、帕特里夏·阿奎特和伊森·霍克主演。2002年夏季在休斯顿开拍，2013年10月杀青，本片断断续续花费达12年拍摄时间。在2014年圣丹斯电影节首映，并入围第64届柏林电影节主竞赛单元，导演林克莱特赢得最佳导演银熊奖。美国于2014年7月11日上映。
影片被许多影评人誉为影史上的里程碑之作，导演、表演和视野等多方面深受好评。被《时代杂志》和《卫报》评为2014年度十大佳片第二名。并获得第72届金球奖最佳剧情片和最佳导演，第68届英国电影学院奖最佳影片和最佳导演。女演员帕特里夏·阿奎特也收获奥斯卡、金球奖、英国电影学院奖和美国演员工会奖等许多最佳女配角奖。

## 剧情
影片以全新電影手法，跨越十二年的時間來拍攝，而這十二年來都用同一批演員，共同展開一段絕無僅有的旅程。本片圍繞著主角梅森，他有一個姐姐，從童年六歲到成年十八歲的歲月，歷經不少情感起伏和心靈成長。
故事一開始， 天真爛漫的小學生梅森，遭遇了各式各樣的意外：單親媽媽奧莉薇亞（派翠西亞艾奎克 飾）全心全意照顧他，但生活過得水深火熱，於是決定帶著他和姐姐莎曼珊（羅蕾萊林克雷特 飾）搬到休斯敦，因為他們長期不見人影的父親大梅森（伊森霍克 飾），總算從阿拉斯加回來，重新加入他們的家庭生活，就此生活風波不斷。但梅森面對父母、女孩、老師、老闆、風險、夢想、熱情等過客，走出自己的路。
這是史詩鉅片，也是感人小品，捕捉了童年的天真爛漫、一個現代家庭的風波、時光的流逝。結果總是難以預料，不同時刻的交錯，糾結出個人對無數意外事件的體驗，讓我們成長茁壯，也譜出百變人生。

## 角色
- 埃拉·科尔特兰 - Mason Evans, Jr.故事第一主角，小学生至大学新生这一青春阶段的成长歷程
- 派翠西亞·艾奎特 - Olivia Evans，梅森的母亲，她与梅森父亲离婚后，先后有过三段婚姻
- Lorelei Linklater - Samantha Evans，梅森的姐姐
- 伊森·霍克 - Mason Evans, Sr.，梅森的父亲
- Libby Villari - Mason的外婆
- Marco Perella - Bill Welbrock
- Brad Hawkins - Jim
- Jenni Tooley - Annie
- Zoe Graham - Sheena
- Charlie Sexton - Jimmy
- Jamie Howard - Mindy Welbrock
- Andrew Villarreal - Randy Welbrock
- Elijah Smith - Tommy
- Nick Krause - Charlie
- Tom McTigue - Mr. Turlington
- Steven Chester Prince - Ted
- Evie Thompson - Jill
- Jennifer Griffin - Mrs. Darby
- Tamara Jolaine - Tammy
- Taylor Weaver - Barb
- Ryan Power - Paul

## 制作
2002年5月，导演理查德准备拍摄一部讲述在儿子成长过程中与父母互动关系的作品，每年会花费几周的时间拍摄。由于年龄和时间跨度很大，所以剧本一开始并没有完全确定，只是后来根据成长的变化不断做出调整。来自于奥斯汀的童星 Ellar Coltrane 饰演男孩梅森。李察林克雷特捨棄傳統的劇本，以類似建築藍圖的方式，爭取IFC電影公司的長期支持。他邊寫邊拍邊剪。他們以外的人，根本不知道144個月創造出什麼東西，唯有拍完最後一場戲，才會產生對這部電影的整體看法。
如导演理查德·林克莱特之前的代表作《日出·日落·午夜》三部曲一样，拍摄《少年时代》的灵感和主题依然是“时间的流逝”，表达了小少年长大成人的烦恼与惊喜、悲欢和感动，同时从梅森的独特视角，也展示了一个家庭在12年里的变迁与成人世界的无奈。
在影片中，林克莱特以更多微小细碎的瞬间代替了戏剧化的情节。他说：“我认为，这更加接近于我们感知的世界，在这世上生活以及看待世界的方式。而剧情是吸引观众、叙述故事的一个工具，《少年时代》可能无关生死，但它同样会让你产生共鸣。”“我一直认为，电影呈现的正是一个经历了上千次挫折而被终结掉的童年。他的旅程就是随着世界变得更加宽广而产生一系列的觉醒。事情是如何的发生發展，很多事情都是不可避免的，在某种程度上甚至是悲伤的。但是，那也仅仅是他成熟过程中必经的一部分--你必须习惯眼前这个更广阔的世界。然后当你有了一个成年人的责任感，你还要努力不让它们泯灭掉你的年少激情，因为年少时所具有的激情，会被成人世界无情的消磨掉。”

## 评价
影片获得各方盛赞，烂番茄上依据313个专业影评新鲜度高達97%，平均分數9.2/10，Metacritic上49家媒体综评高达滿分100分，其中40家媒体都给出了满分，为迄今为止该网站评分最高之电影。许多影评人将其视为影史最伟大的作品之一。
《纽约时报》：创意颠覆，但又聚焦于日常细节，《少年时代》游离于经典电影和当代艺术电影之间，又不落入任何传统窠臼。它是当代电影现实主义的典范，它给人带来的愉悦显而易见又神秘。《时代杂志》：《少年时代》是平凡生活的动人史诗。其实，我们忽略的往往是我们所爱的。这就是生活，我们大多数人都在体验它，很少有像这样的影片来记录平淡中的汹涌。《滚石》：这是一部独一无二的电影，在影院里创造了一幅成长风景画。它让我们体会电影带来的欣欢、神秘和力量。它让我们哭了又笑了。这是一部谦虚的大师之作！《Total Film》：影片形式上超凡脱俗，内容上又是讲述普通人。它充满野心、亲切而且令人难忘，这可能是林克莱特导演职业生涯的顶峰。《村之声》：影片非常令人好奇地使我在无可阻挡的行进中感到迷失、心神不宁和轻微的孤独，但是总得来说，感觉到了重生。《帝国杂志》：林克莱特的这部美妙的电影取得了超凡的成就，温柔而又有趣、充满智慧而且引人沉思，特别温暖又极其人性化。
2014年年底，美国总统巴拉克·奥巴马在接受采访时称：“《少年时代》是部了不起的影片，我觉得它是我心中的年度最佳。”

### 年度十佳榜单
影片被以下媒体和影评人评为年度十佳电影：
| 名次 | 影评人                     | 所载媒体          |
| ---- | -------------------------- | ----------------- |
| 1    | David Edelstein            | New York          |
| 1    | Stephen Holden             | 纽约时报          |
| 1    | Ann Hornaday               | 华盛顿邮报        |
| 1    | Eric Kohn                  | Indiewire         |
| 1    | Joshua Rothkopf            | Time Out New York |
| 1    | A.O. Scott                 | 纽约时报          |
| 1    | Sight & Sound contributors | 英国电影协会      |
| 1    | Peter Travers              | 滚石              |
| 1    | Pertti Avola               | Helsingin Sanomat |
| 1    | Simon Crook                | 帝国杂志          |
| 2    | Richard Corliss            | 时代杂志          |
| 2    | Chris Nashawaty            | 娱乐周刊          |
| 2    | Kyle Smith                 | 纽约邮报          |
| 5    | Richard Lawson             | 名利场            |
| 9    | Lou Lumenick               | 纽约邮报          |

## 票房
美国国内收获2507万美元，其他地区收1914万，全球累计4421万。

## 奖项
| 奖项                    | 类别                                           | 获提名者                                                          | 结果   |
| ----------------------- | ---------------------------------------------- | ----------------------------------------------------------------- | ------ |
| 第87届奥斯卡金像奖      | 最佳影片                                       | Richard Linklater and Cathleen Sutherland                         | 提名   |
| 第87届奥斯卡金像奖      | 最佳导演                                       | Richard Linklater                                                 | 提名   |
| 第87届奥斯卡金像奖      | 最佳原创剧本                                   | Richard Linklater                                                 | 提名   |
| 第87届奥斯卡金像奖      | 最佳男配角                                     | Ethan Hawke                                                       | 提名   |
| 第87届奥斯卡金像奖      | 最佳女配角                                     | Patricia Arquette                                                 | 獲獎   |
| 第87届奥斯卡金像奖      | 最佳剪辑                                       | Sandra Adair                                                      | 提名   |
| 第72届金球奖            | 最佳剧情片                                     | Boyhood                                                           | 獲獎   |
| 第72届金球奖            | 最佳导演                                       | Richard Linklater                                                 | 獲獎   |
| 第72届金球奖            | 最佳编剧                                       | Richard Linklater                                                 | 提名   |
| 第72届金球奖            | 最佳女配角                                     | Patricia Arquette                                                 | 獲獎   |
| 第72届金球奖            | 最佳男配角                                     | Ethan Hawke                                                       | 提名   |
| 第68届英国电影学院奖    | 最佳影片                                       | Boyhood                                                           | 獲獎   |
| 第68届英国电影学院奖    | 最佳导演                                       | Richard Linklater                                                 | 獲獎   |
| 第68届英国电影学院奖    | 最佳原创剧本                                   | Richard Linklater                                                 | 提名   |
| 第68届英国电影学院奖    | 最佳男配角                                     | Ethan Hawke                                                       | 提名   |
| 第68届英国电影学院奖    | 最佳女配角                                     | Patricia Arquette                                                 | 獲獎   |
| 第64届柏林电影节        | 最佳导演银熊奖                                 | Richard Linklater                                                 | 獲獎   |
| 第64届柏林电影节        | Prize of the Guild of German Art House Cinemas | Boyhood                                                           | 獲獎   |
| 第64届柏林电影节        | Reader Jury of the Berliner Morgenpost         | Boyhood                                                           | 獲獎   |
| 第64届柏林电影节        | 金熊奖                                         | Boyhood                                                           | 提名   |
| 奥斯汀影评人协会        | 最佳电影                                       | Boyhood                                                           | 獲獎   |
| 奥斯汀影评人协会        | 最佳导演                                       | Richard Linklater                                                 | 獲獎   |
| 奥斯汀影评人协会        | 最佳女配角                                     | Patricia Arquette                                                 | 獲獎   |
| 奥斯汀影评人协会        | 最佳奥斯汀电影                                 | Boyhood                                                           | 獲獎   |
| 奥斯汀影评人协会        | 十佳影片                                       | Boyhood                                                           | 第一名 |
| 2014 SXSW Film Festival | Louis Black Lone Star Award                    | Boyhood                                                           | 獲獎   |
| 2014 SXSW Film Festival | 评审团奖                                       | Boyhood                                                           | 獲獎   |
| 旧金山国际影展          | Founder’s Directing Award                      | Richard Linklater                                                 | 獲獎   |
| 西雅图国际影展          | 最佳影片                                       | Boyhood                                                           | 獲獎   |
| 西雅图国际影展          | 最佳导演                                       | Richard Linklater                                                 | 獲獎   |
| 西雅图国际影展          | 最佳女演员                                     | Patricia Arquette                                                 | 獲獎   |
| 悉尼电影节              | 电影大奖                                       | Boyhood                                                           | 提名   |
| 挪威国际电影节          | 电影评论奖                                     | Boyhood                                                           | 獲獎   |
| 哥谭奖                  | 最佳影片                                       | Boyhood                                                           | 提名   |
| 哥谭奖                  | 最佳男演员                                     | Ethan Hawke                                                       | 提名   |
| 哥谭奖                  | 最佳女演员                                     | Patricia Arquette                                                 | 提名   |
| 哥谭奖                  | 最具突破男演员                                 | Ellar Coltrane                                                    | 提名   |
| 哥谭奖                  | 观众奖                                         | Boyhood                                                           | 獲獎   |
| 2014美國電影學會獎      | 年度十佳影片                                   | Boyhood                                                           | 獲獎   |
| 波士顿影评人协会        | 最佳电影                                       | Boyhood                                                           | 獲獎   |
| 波士顿影评人协会        | 最佳导演                                       | Richard Linklater                                                 | 獲獎   |
| 波士顿影评人协会        | 最佳编剧                                       | Richard Linklater (tie)                                           | 獲獎   |
| 波士顿影评人协会        | 最佳剪辑                                       | Sandra Adair                                                      | 獲獎   |
| 波士顿影评人协会        | 最佳整体演出                                   | Boyhood                                                           | 獲獎   |
| 旧金山影评人协会        | 最佳影片                                       | Boyhood                                                           | 獲獎   |
| 旧金山影评人协会        | 最佳导演                                       | Richard Linklater                                                 | 獲獎   |
| 旧金山影评人协会        | 最佳女配角                                     | Patricia Arquette                                                 | 獲獎   |
| 旧金山影评人协会        | 最佳剪辑                                       | Sandra Adair                                                      | 獲獎   |
| 旧金山影评人协会        | 最佳男配角                                     | Ethan Hawke                                                       | 提名   |
| 旧金山影评人协会        | 最佳原创剧本                                   | Richard Linklater                                                 | 提名   |
| 英国独立电影奖          | 最佳国际独立电影                               | Boyhood                                                           | 獲獎   |
| 第30届独立精神奖        | 最佳电影                                       | Boyhood                                                           | 提名   |
| 第30届独立精神奖        | 最佳导演                                       | Richard Linklater                                                 | 獲獎   |
| 第30届独立精神奖        | 最佳女配角                                     | Patricia Arquette                                                 | 獲獎   |
| 第30届独立精神奖        | 最佳男配角                                     | Ethan Hawke                                                       | 提名   |
| 第30届独立精神奖        | 最佳剪辑                                       | Sandra Adair                                                      | 提名   |
| 洛杉矶影评人协会        | 最佳影片                                       | Boyhood                                                           | 獲獎   |
| 洛杉矶影评人协会        | 最佳女演员                                     | Patricia Arquette                                                 | 獲獎   |
| 洛杉矶影评人协会        | 最佳导演                                       | Richard Linklater                                                 | 獲獎   |
| 洛杉矶影评人协会        | 最佳剪辑                                       | Sandra Adair                                                      | 獲獎   |
| 第86屆國家評論協會獎    | 十佳電影                                       | Boyhood                                                           | 獲獎   |
| 2014年紐約影評人協會獎  | 最佳电影                                       | Boyhood                                                           | 獲獎   |
| 2014年紐約影評人協會獎  | 最佳导演                                       | Richard Linklater                                                 | 獲獎   |
| 2014年紐約影評人協會獎  | 最佳女配角                                     | Patricia Arquette                                                 | 獲獎   |
| 纽约在线影评人协会      | 十佳电影                                       | Boyhood                                                           | 獲獎   |
| 纽约在线影评人协会      | 最佳电影                                       | Boyhood                                                           | 獲獎   |
| 纽约在线影评人协会      | 最佳导演                                       | Richard Linklater                                                 | 獲獎   |
| 纽约在线影评人协会      | 最佳女配角                                     | Patricia Arquette                                                 | 獲獎   |
| 凤凰城影评人协会        | 十佳电影                                       | Boyhood                                                           | 獲獎   |
| 凤凰城影评人协会        | 最佳影片                                       | Boyhood                                                           | 提名   |
| 凤凰城影评人协会        | 最佳导演                                       | Richard Linklater                                                 | 獲獎   |
| 凤凰城影评人协会        | 最佳男配角                                     | Ethan Hawke                                                       | 提名   |
| 凤凰城影评人协会        | 最佳女配角                                     | Patricia Arquette                                                 | 提名   |
| 凤凰城影评人协会        | 最佳原创剧本                                   | Richard Linklater                                                 | 提名   |
| 凤凰城影评人协会        | 最佳剪辑                                       | Sandra Adair                                                      | 提名   |
| 凤凰城影评人协会        | 突破性演出                                     | Ellar Coltrane                                                    | 提名   |
| 凤凰城影评人协会        | 最佳青少年表演-男性                            | Ellar Coltrane                                                    | 提名   |
| 第19届卫星奖            | 最佳电影                                       | Boyhood                                                           | 提名   |
| 第19届卫星奖            | 最佳导演                                       | Richard Linklater                                                 | 獲獎   |
| 第19届卫星奖            | 最佳男配角                                     | Ethan Hawke                                                       | 提名   |
| 第19届卫星奖            | 最佳女配角                                     | Patricia Arquette                                                 | 獲獎   |
| 第19届卫星奖            | 最佳原创剧本                                   | Richard Linklater                                                 | 提名   |
| 第19届卫星奖            | 最佳剪辑                                       | Sandra Adair                                                      | 提名   |
| 第19届卫星奖            | 最佳原创歌曲                                   | Split the Difference                                              | 提名   |
| 美国制片人工会奖        | 最佳影片                                       |                                                                   | 提名   |
| 美国导演工会奖          | 最佳影片导演                                   | Richard Linklater                                                 | 提名   |
| 第21届美国演员工会奖    | 最佳整体演出                                   | Patricia Arquette, Ellar Coltrane, Ethan Hawke, Lorelei Linklater | 提名   |
| 第21届美国演员工会奖    | 最佳男配角                                     | Ethan Hawke                                                       | 提名   |
| 第21届美国演员工会奖    | 最佳女配角                                     | Patricia Arquette                                                 | 獲獎   |
| 美国编剧工会奖          | 最佳原创剧本                                   | Richard Linklater                                                 | 提名   |
| 华盛顿特区影评人协会    | 最佳电影                                       | Boyhood                                                           | 獲獎   |
| 华盛顿特区影评人协会    | 最佳导演                                       | Richard Linklater                                                 | 獲獎   |
| 华盛顿特区影评人协会    | 最佳男配角                                     | Ethan Hawke                                                       | 提名   |
| 华盛顿特区影评人协会    | 最佳女配角                                     | Patricia Arquette                                                 | 獲獎   |
| 华盛顿特区影评人协会    | 最佳整体演出                                   |                                                                   | 提名   |
| 华盛顿特区影评人协会    | 最佳青少年演出                                 | Ellar Coltrane                                                    | 獲獎   |
| 华盛顿特区影评人协会    | 最佳原创剧本                                   | Richard Linklater                                                 | 提名   |
| 华盛顿特区影评人协会    | 最佳剪辑                                       | Sandra Adair                                                      | 提名   |
| 丹佛影评人协会          | 最佳影片                                       | Boyhood                                                           | 提名   |
| 丹佛影评人协会          | 最佳导演                                       | Richard Linklater                                                 | 獲獎   |
| 丹佛影评人协会          | 最佳男配角                                     | Ethan Hawke                                                       | 提名   |
| 丹佛影评人协会          | 最佳女配角                                     | Patricia Arquette                                                 | 獲獎   |
| 丹佛影评人协会          | 最佳原创剧本                                   | Richard Linklater                                                 | 提名   |
| 休斯顿影评人协会        | 最佳影片                                       | Boyhood                                                           | 獲獎   |
| 休斯顿影评人协会        | 最佳导演                                       | Richard Linklater                                                 | 獲獎   |
| 休斯顿影评人协会        | 最佳男配角                                     | Ethan Hawke                                                       | 提名   |
| 休斯顿影评人协会        | 最佳女配角                                     | Patricia Arquette                                                 | 獲獎   |
| 休斯顿影评人协会        | 最佳剧本                                       | Richard Linklater                                                 | 獲獎   |
| 休斯顿影评人协会        | 得克萨斯独立电影奖                             | Boyhood                                                           | 獲獎   |
| 休斯顿影评人协会        | 技术成就                                       | Boyhood                                                           | 獲獎   |